# ناحیه بنی ینی

ناحیه ای در الجزایر

ناحیه بنی ینی (به عربی: دائرة بنی ینی) یک ناحیه در الجزایر است که در استان تیزی وزو واقع شده‌است.